# Y la vida continúa
Y la vida continúa (en persa : زندگی و دیگر هیچ, Zendegi o digar hich) es una película iraní dirigida por Abbas Kiarostami y estrenada en el año 1991. Es la segunda parte de la denominada trilogía de Koker o trilogía del terremoto, cuya primera parte es ¿Dónde está la casa de mi amigo? y la última A través de los olivos.

## Argumento
En 1990, un terremoto devastó el norte de Irán. Un cineasta, acompañado por su hijo, regresa a la aldea de Koker donde rodó su última película, en busca de sus intérpretes. En este caso, es la transposición de la verdadera historia del cineasta Abbas Kiarostami, en los lugares donde rodó la película ¿Donde esta la casa de mi amigo?, lugares donde tuvo lugar el terremoto. Allí se encontró sólo ruinas, luto y desolación. Sin embargo, sigue existiendo un fuerte impulso para que la vida continúe. Como si nada hubiera pasado...